# بطولة آسيا للرجبي 2019
أُقيمت بطولة آسيا للرجبي 2019 في ماليزيا خلال الفترة من 18 مايو إلى 29 يونيو 2019. تُعد هذه البطولة من أبرز المنافسات القارية في رياضة الرجبي، حيث يتنافس فيها منتخبات الدول الآسيوية على مستويات مختلفة. وفاز فيه منتخب هونغ كونغ الوطني لاتحاد الرغبي.

### 🏆 نتائج البطولة

#### 🏉 المستوى الأول (رجبي 15 للرجال)
- المنتخب الفائز: هونغ كونغ
- الوصيف: الإمارات العربية المتحدة
- الترتيب العام:
  - هونغ كونغ: البطل
  - الإمارات: الوصيف
  - اليابان: الثالث
  - الصين: الرابع
  - الفلبين: الخامس
  - كوريا الجنوبية: السادس
  - سريلانكا: السابع
  - ماليزيا: الثامن

في المباراة النهائية، فاز منتخب هونغ كونغ على نظيره الإماراتي بنتيجة 21-5، ليحقق اللقب. أما منتخب الإمارات، فقد أظهر أداءً مميزًا خلال البطولة، مما جعله يحصل على المركز الثاني لأول مرة في تاريخه. 

#### 🏉 المستوى الثاني (رجبي 15 للرجال)
- المنتخب الفائز: قطر
- الوصيف: كازاخستان
- الترتيب العام:
  - قطر: البطل
  - كازاخستان: الوصيف
  - الهند: الثالث

في المباراة النهائية، فاز المنتخب القطري على نظيره الكازاخستاني بنتيجة 35-10، ليحقق اللقب ويتأهل إلى المستوى الأول من تصفيات كأس العالم للرجبي 2027. 

#### 🏉 المستوى الثالث (رجبي 15 للرجال)
- المنتخب الفائز: سريلانكا
- الوصيف: كازاخستان
- الترتيب العام:
  - سريلانكا: البطل
  - كازاخستان: الوصيف
  - الهند: الثالث

في المباراة النهائية، فاز المنتخب السريلانكي على نظيره الكازاخستاني بنتيجة 45-7، ليحقق اللقب. 

#### 🏉 المستوى الأول (رجبي 7 للسيدات)
- المنتخب الفائز: الصين
- الوصيف: اليابان
- الترتيب العام:
  - الصين: البطلة
  - اليابان: الوصيفة
  - تايلاند: الثالثة
  - هونغ كونغ: الرابعة
  - كازاخستان: الخامسة
  - الفلبين: السادسة
  - ماليزيا: السابعة

في المباراة النهائية، فازت الصين على اليابان لتتوج باللقب.

#### 🏉 المستوى الثاني (رجبي 7 للسيدات)
- المنتخب الفائز: قطر (أ)
- الوصيف: لبنان
- الترتيب العام:
  - قطر (أ): البطلة
  - لبنان: الوصيفة
  - قطر (ب): الثالثة
  - الأردن: الرابعة

في المباراة النهائية، فازت قطر (أ) على لبنان لتتوج باللقب.